# Tubo
Tubo est une municipalité située dans la province d'Abra, aux Philippines.